# Calochlaena novae-guineae
Calochlaena novae-guineae là một loài dương xỉ trong họ Dicksoniaceae. Loài này được Rosenst. M.D. Turner & R.A. White mô tả khoa học đầu tiên năm 1988.